# Finder Love
Finder Love est une série de jeux vidéo de Capcom sur PlayStation Portable publiés le 29 juin 2006 au Japon uniquement. Il s'agit de jeux d'aventures sentimentales de « charme » dans lesquels le joueur doit photographier ou participer à des mini-jeux en compagnie d'idoles japonaises.
La série comporte trois épisodes, chacun d'eux mettant en scène une idole différente :
- Finder Love Hoshino Aki Nankoku Trouble Rendez-vous (Finder Love Aki Hoshino : Trouble rendez-vous dans le Sud)
- Finder Love Hara Fumina Futari no Futari de (Finder Love Fumina Hara : Nos moments ensemble)
- Finder Love Kudō Risa First Shoot ha kimi to (Finder Love Risa Kudō : Première photo avec toi)

Chaque épisode est disponible en édition limitée dans un coffret contenant en plus du jeu des photos, un DVD et un bikini identique à celui porté par le modèle.

## Système de jeu
Finder Love comporte deux modes de jeu distincts : une partie aventure et une partie photographie.
La partie aventure est similaire à la plupart des jeux d'aventures sentimentaux japonais : le joueur lit et écoute ce que dit une jeune fille et doit de temps à autre choisir une réponse. Les séquences de dialogue sont ponctuées de mini-jeux tels que pierre-feuille-ciseaux ou des jeux de rythme comme PaRappa the Rapper.
Durant la partie photographie, le but du jeu est de photographier le modèle, les clichés réussis permettant d'accéder à de nouvelles tenues. Il est également proposé aux joueurs d'échanger leurs photos entre amis.